# Anna Maria Ortese
Anna Maria Ortese (Roma, 13 de junio de 1914 - Rapallo, 9 de marzo de 1998) fue una escritora y periodista italiana.

## Trayectoria
Nació en una familia de clase humilde, siendo la quinta de seis hermanos. Pasó su infancia itinerando entre Trípoli y Nápoles, por los continuos viajes de su familia, que cambiaba de morada. Realizó sus estudios elementales en Trípoli, y también estudió varios años de piano.
A los diecisiete años de edad, cuando muere en Martinica su hermano Emanuele (que era marinero), cambió su vocación musical por la literaria. Abandonó sus estudios y prefirió el aprendizaje como autodidacta, llegando a dominar el español y el francés por sí misma.
En 1935 comenzó a colaborar con la revista La Fiera Letteraria —donde publicó sus primeros poemas, y el cuento Pellerossa—, y en 1937 se publicó su primer libro de relatos, Angelici dolori.
Durante el tiempo que ejerció como periodista, viajó a través de Italia y del extranjero; y sus reportajes los reunió en un grueso libro, La lente scura.
En 1975 se estableció en Rapallo, donde vivió más de veinte años. Su vida se caracterizó por la soledad y el aislamiento; tuvo polémicas contra las visiones ideológicas y estéticas del mundo intelectual italiano, llegando a alejarse por completo de los círculos literarios. Nunca se casó. Corpo celeste recoge tres conversaciones, de años diversos, sobre su singular exilio, personal, de escritora.

## La escritora
Escribió relatos fantásticos, novelas y crónicas periodísticas. Sus obras han sido traducidas a varios idiomas, entre ellos inglés, francés, español, portugués y alemán.
Ortese es una narradora inclasificable. Su mundo expresivo —aparte de sus inicios, en los relatos de Angelici dolori y L'infanta sepolta—, destaca ya en el extraño Il mare non bagna Napoli (1953), donde una niña de escasa visión, tras lograr unas gafas, percibe que el lugar en que creía vivir es un lugar sucio y miserable. Pero no se reduce el relato a una mera parábola, pues hay una descripción muy precisa de las sensaciones y del mundo que la rodea, que enriquece el presunto neorrealismo en el que algunos creyeron insertar a la escritora.
A los cinco años, publicó I giorni del cielo (1958) y Silenzio a Milano (1958), conjunto de relatos de vidas humildes sobre el fondo de un Milán industrializado, oscuro e incomprensible. En La iguana (1965), que oscila entre realidad y fábula una vez más, narra la extraña relación entre un hombre rico del norte de Italia y una sirvienta ruda; es para Pietro Citati su obra maestra.
Le siguieron Poveri e semplici (1967), premiado, y L'alone grigio (1969). En la década siguiente, con Il porto di Toledo (1975) y Il cappello piumato (1979), se consagró en una narrativa personal en la cual el realismo moralista se conjuga originalmente con una transfiguración visionaria que hace que el relato tenga un brillo excepcional.
Finalmente con El colorín afligido (Il cardillo addolorato, 1993) construye una imaginativa novela que se desarrolla en Nápoles, a finales del siglo XVIII: es un divertimento sobre la idea del 'grand tour', en este caso de tres belgas, con disquisiciones y misterios de todo tipo.

## Obra
- Angelici dolori (1937)
- L'infanta sepolta (1950)
- Il mare non bagna Napoli (1953)
- Silenzio a Milano (1958)
- I giorni del cielo (1958)
- L'iguana (1965)
- Poveri e semplici (1967)
- La luna sul muro (1968)
- L'alone grigio (1969)
- Il porto di Toledo (1975)
- Il cappello piumato (1979)
- Il treno russo (1983)
- Il mormorio di Parigi (1986)
- Estivi terrori (1987)
- In sonno e in veglia (1987)
- Il cardillo addolorato (1993)
- Alonso e i visionari (1997)
- Corpo celeste (1997)

## Traducciones
- La iguana, Destino, 1969, ISBN 978-84-233-0530-8
- Entre vela y sueño, Versal, 1989, ISBN 978-84-86717-77-3
- El puerto de Toledo: recuerdos de la vida irreal, Alfaguara, 1991, ISBN 978-84-204-2260-2
- El colorín afligido, Anagrama, 1995, ISBN 978-84-339-0678-6
- El mar no baña Nápoles, Minúscula, 2008, ISBN 978-84-95587-42-8
- Silencio en Milán, Minúscula, 2012, ISBN 978-84-95587-87-9

## Premios
- 1953 Premio Viareggio por Il mare non bagna Napoli.
- 1967 Premio Strega por Poveri e semplici.